# Geleya Geleya
Geleya Geleya è un brano musicale usato come colonna sonora del film Chakravyuha, cantato da N. T. Rama Rao Jr., pubblicato il 17 marzo 2016.